# Nic Jonk
Nicolaas "Nic" Jonk (Grootschermer, 11 juli 1928 – Alkmaar, 11 oktober 1994) was een Nederlands beeldend kunstenaar, vooral bekend geworden om zijn voluptueuze beelden van mythologische voorstellingen, vrouwen en dieren. Hij was ook actief als graficus, schilder en sieraadontwerper.

## Levensloop
Nic Jonk kwam uit een arm boerengezin en ging op 17-jarige leeftijd het reclamevak in. In 1947 volgde hij een avondcursus aan Instituut voor Kunstnijverheidsonderwijs in Amsterdam. Daar had hij Wessel Couzijn als leraar, die hem stimuleerde om verder te gaan. Eén dag per week vervolgde hij zijn opleiding tekenen aan de Rijksnormaalschool, eveneens te Amsterdam.
In 1949 was hij aanwezig bij de eerste Sonsbeektentoonstelling te Sonsbeek, Arnhem. Hij besloot naar aanleiding hiervan zich te gaan richten op beeldhouwkunst. In 1953 ging hij alsnog naar de Rijksakademie van Beeldende Kunsten. Drie jaar later stopte hij, teleurgesteld in de opleiding en begon hij voor zichzelf.
Van 1961 tot 1962 gaf Nic Jonk les aan de Koninklijke Academie voor Kunst en Vormgeving in 's-Hertogenbosch. Daarna richtte hij samen met onder andere Wessel Couzijn en Mari Andriessen Ateliers '63 op waar hij ook les ging geven tot 1966. Hij vervaardigde het ontwerp voor de eerste (1964) Colombina en Arlecchino, theaterprijzen van de VSCD. In het cursusjaar 1974-1975 gaf hij ook nog even les op de Gerrit Rietveld Academie. In 1965 vestigde hij zich met zijn vrouw, dichteres Greet Jonk-Commandeur, en zes kinderen in Grootschermer waar hij een beeldenpark inrichtte.

## Foto's

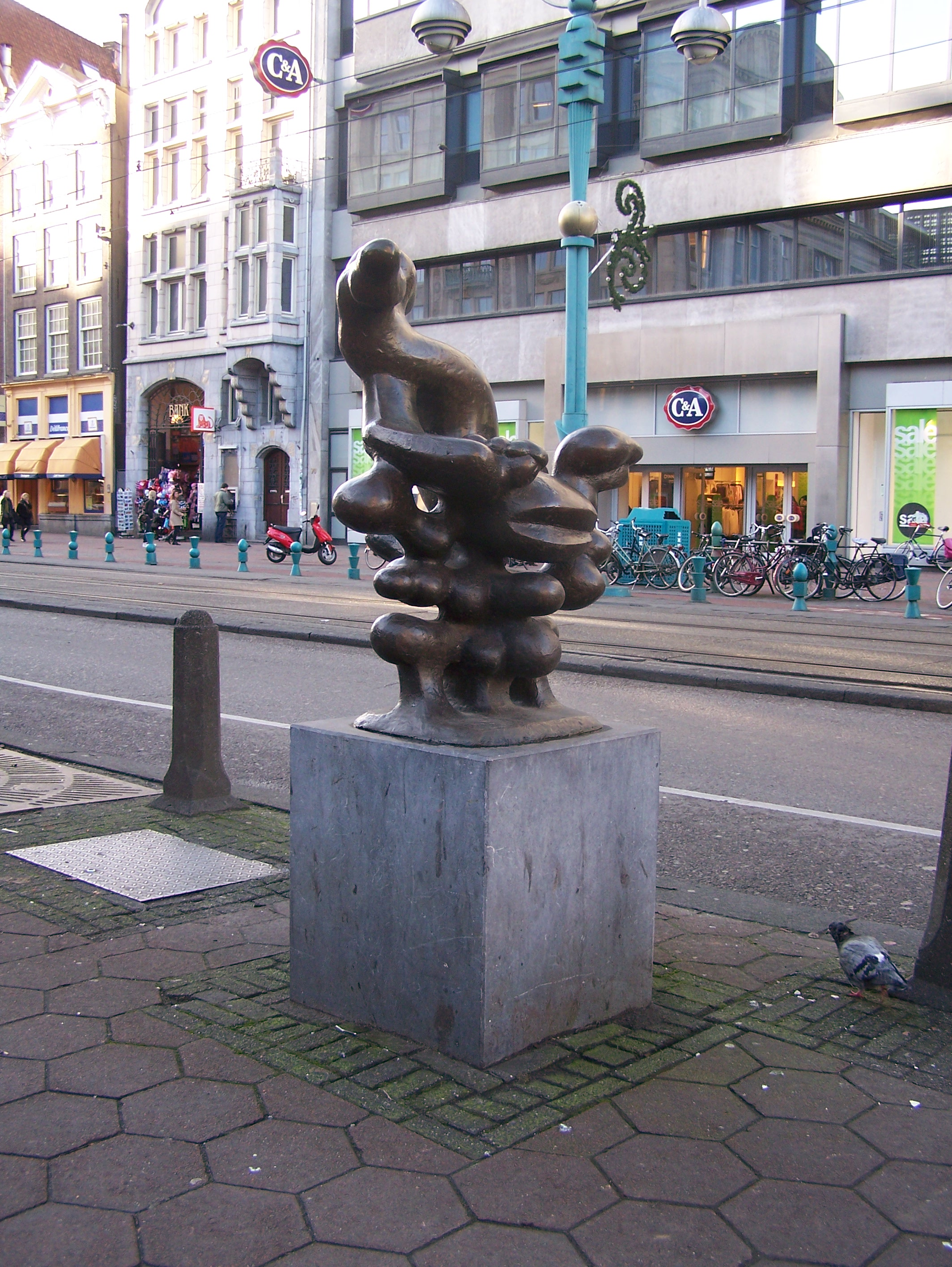
Jonas en de walvis (1968), Damrak, Amsterdam
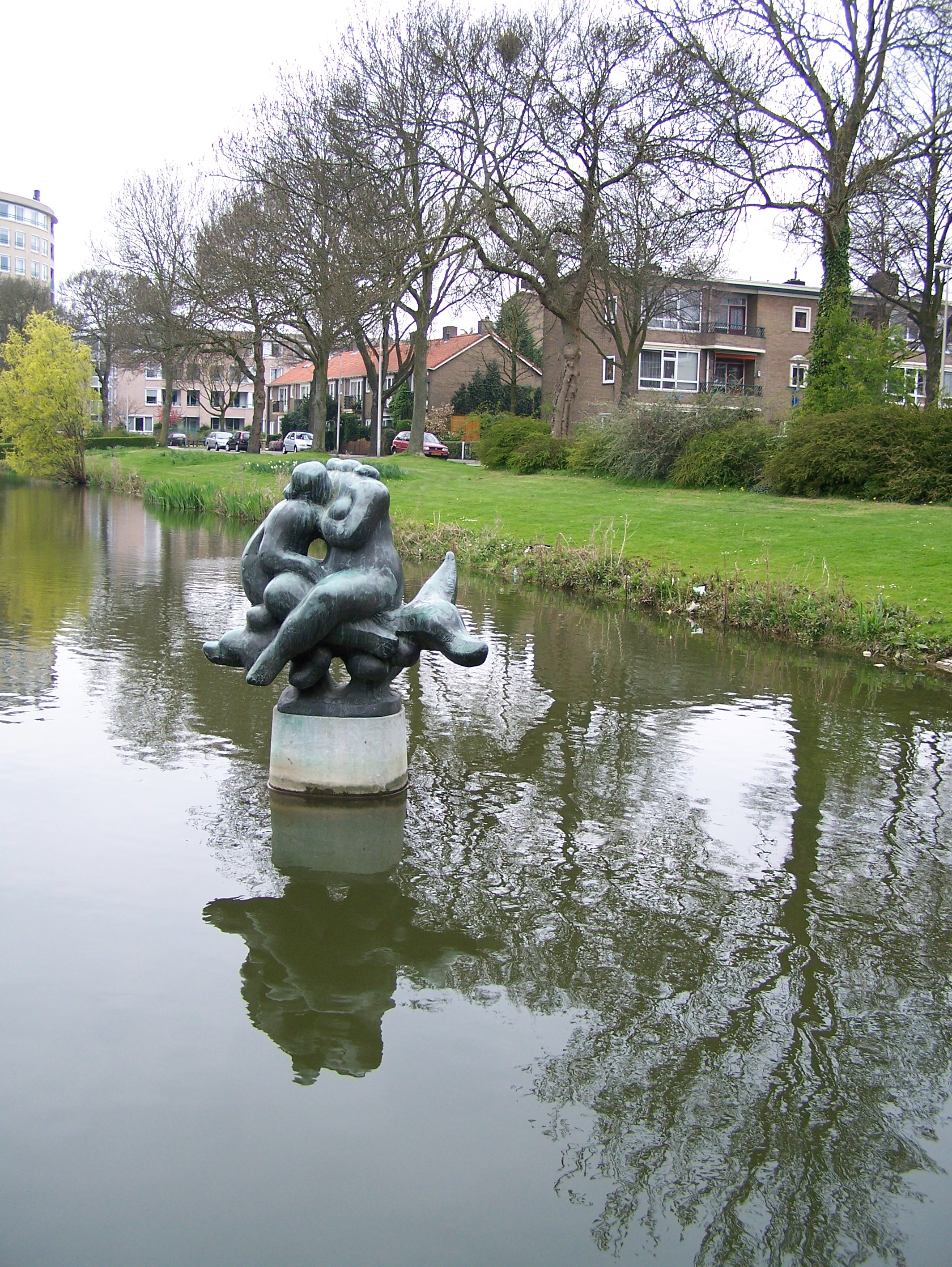
Nereïde op Triton (1972), Ridderplantsoen, Utrecht
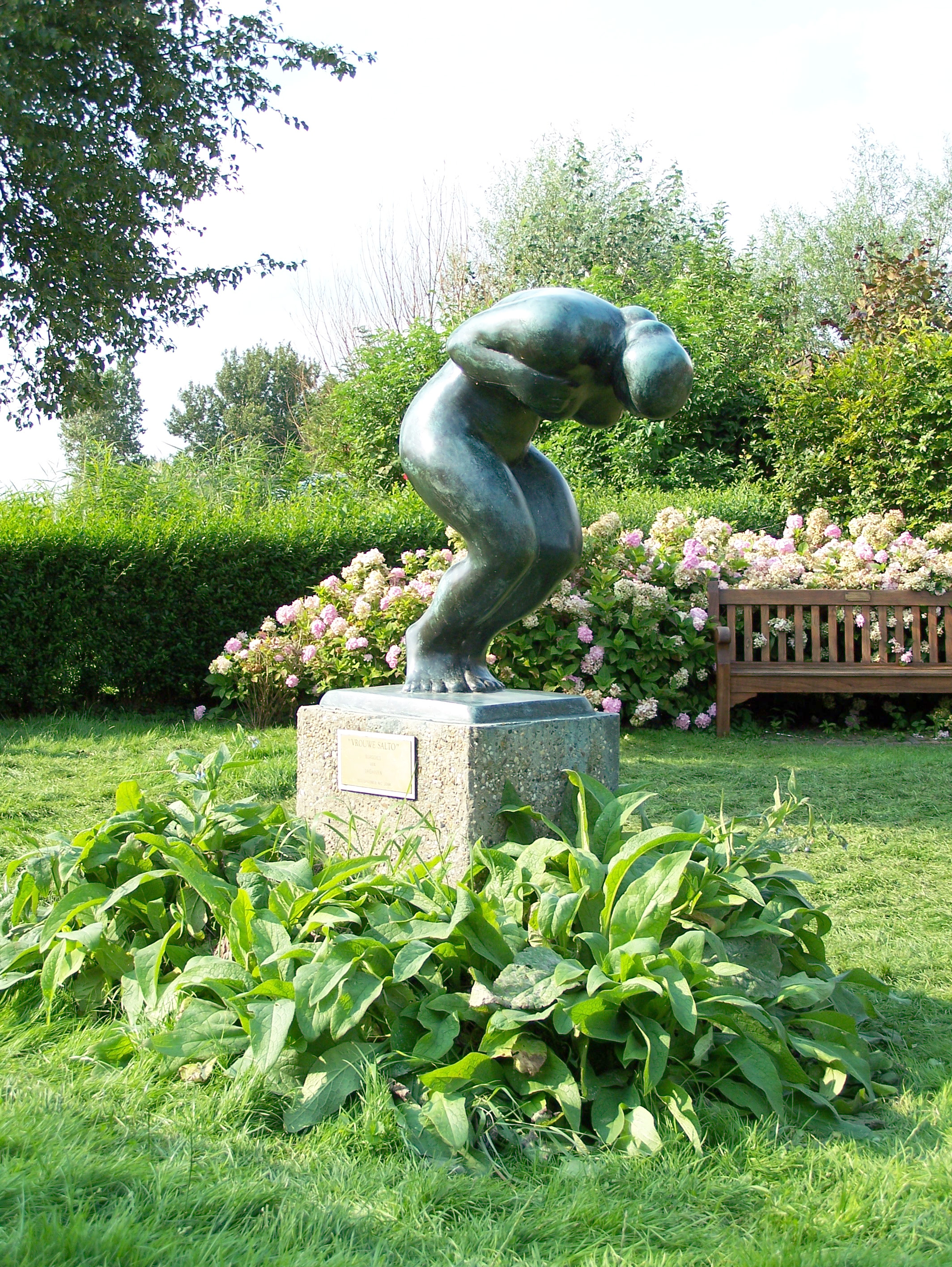
Vrouwe Salto (1973-1983), Driehuizen (Schermer)
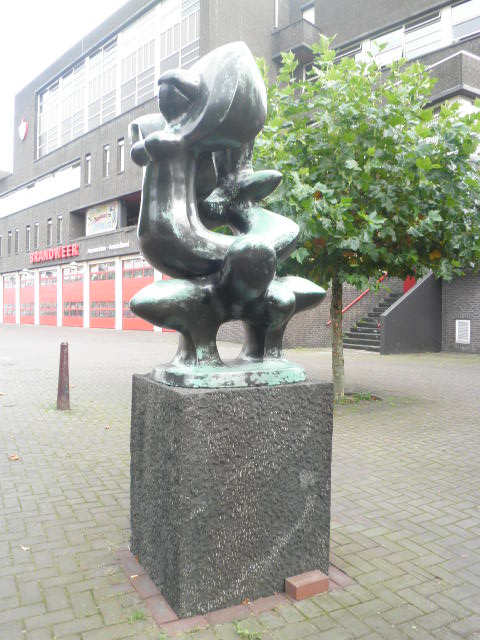
Sirene (1976), Amsterdam
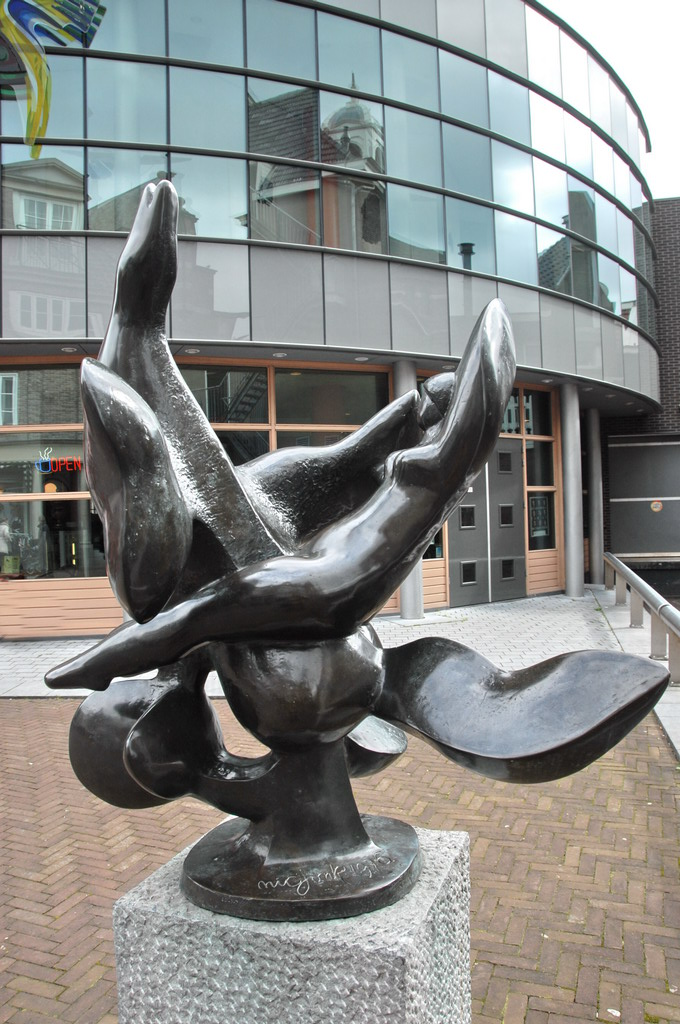
Aarde en Water (1976), Purmerend
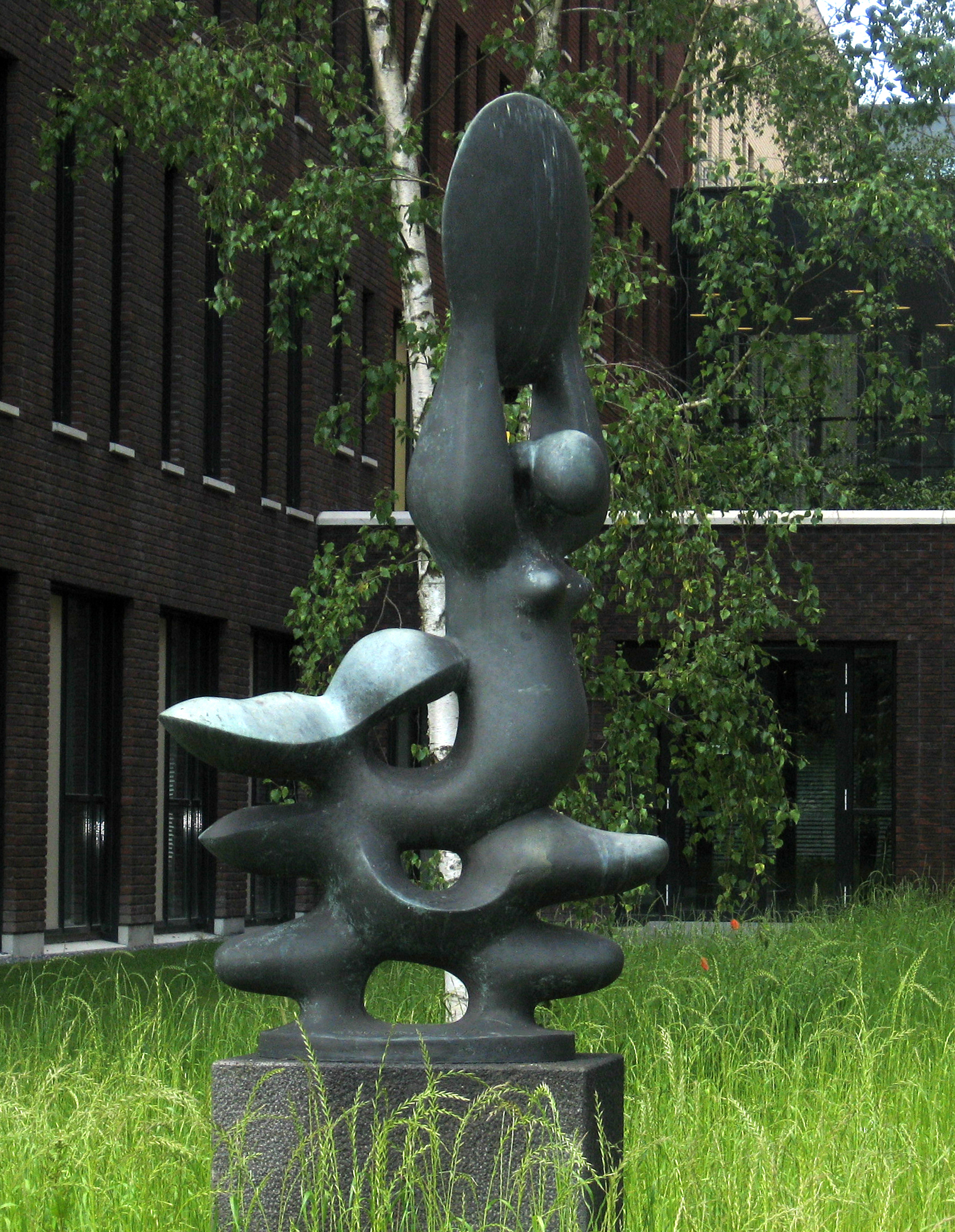
Water en zon (1977-2011), 's-Hertogenbosch
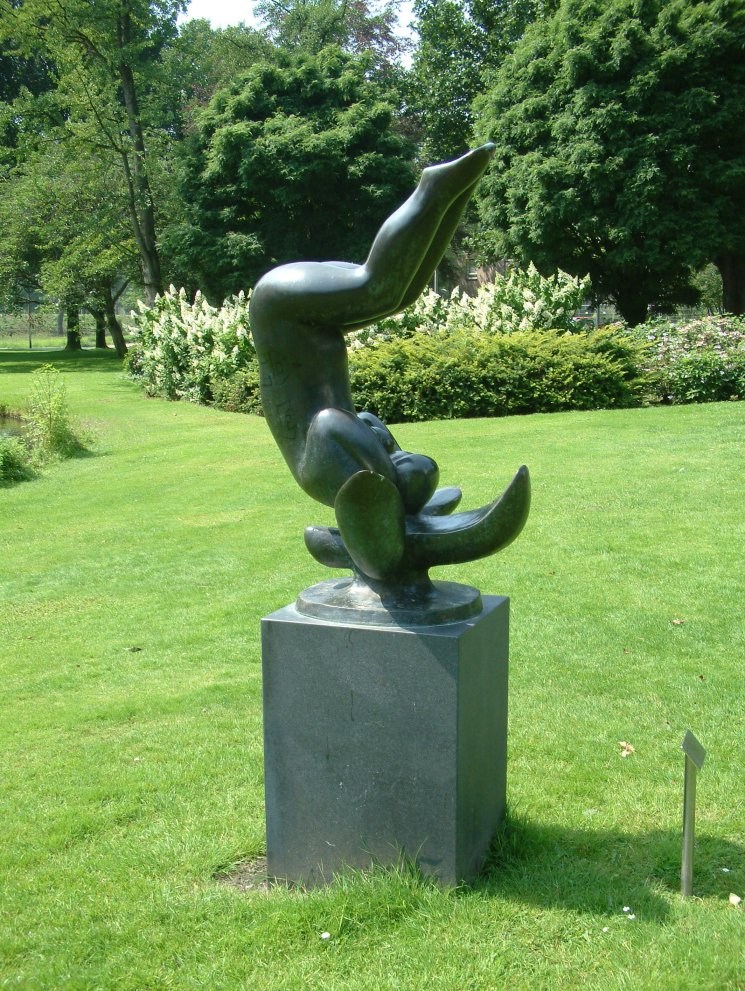
Zwemster (1978-1980), Stadswandelpark, Eindhoven
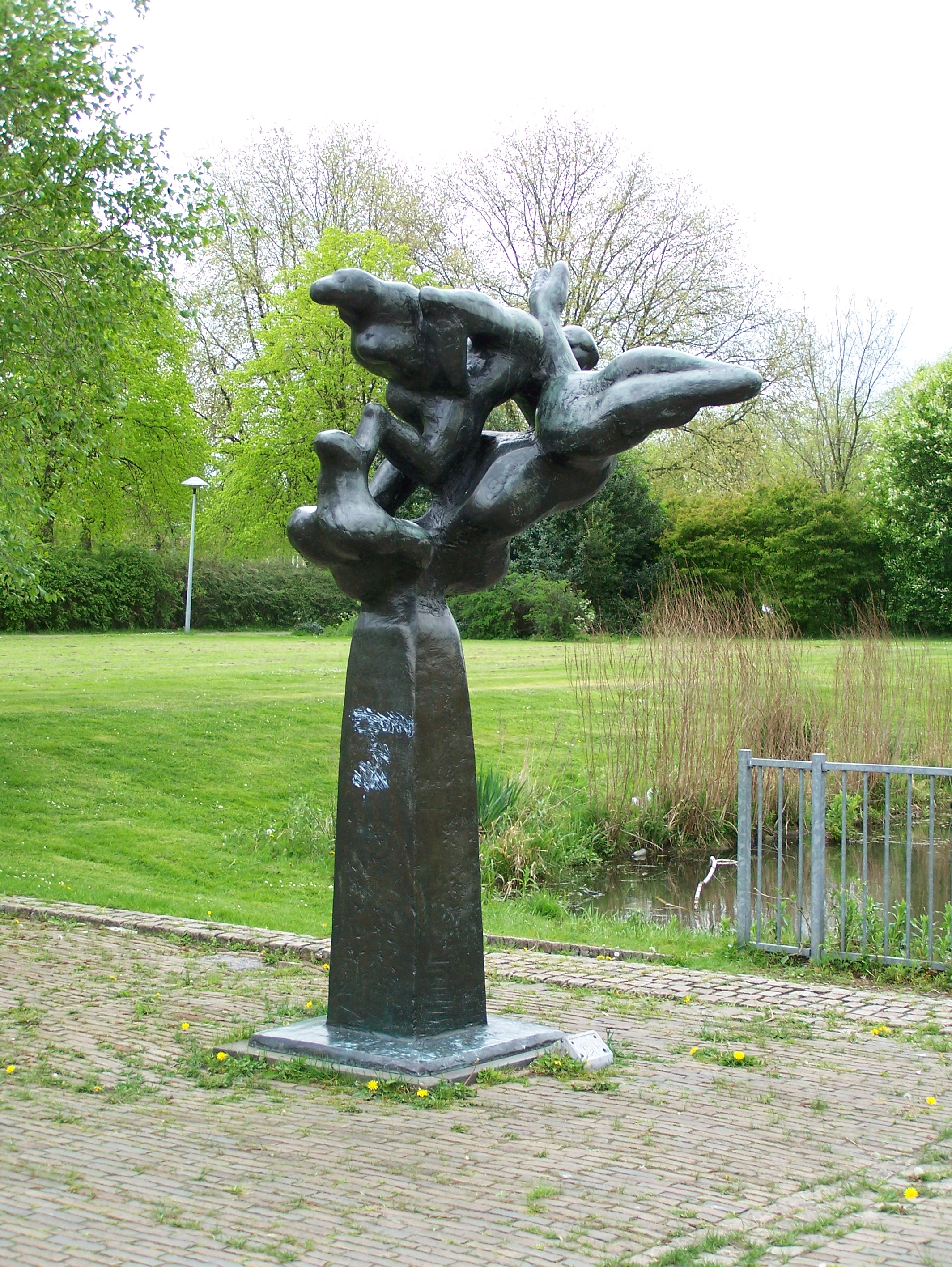
Heracles met Hydra (1979), Utrecht
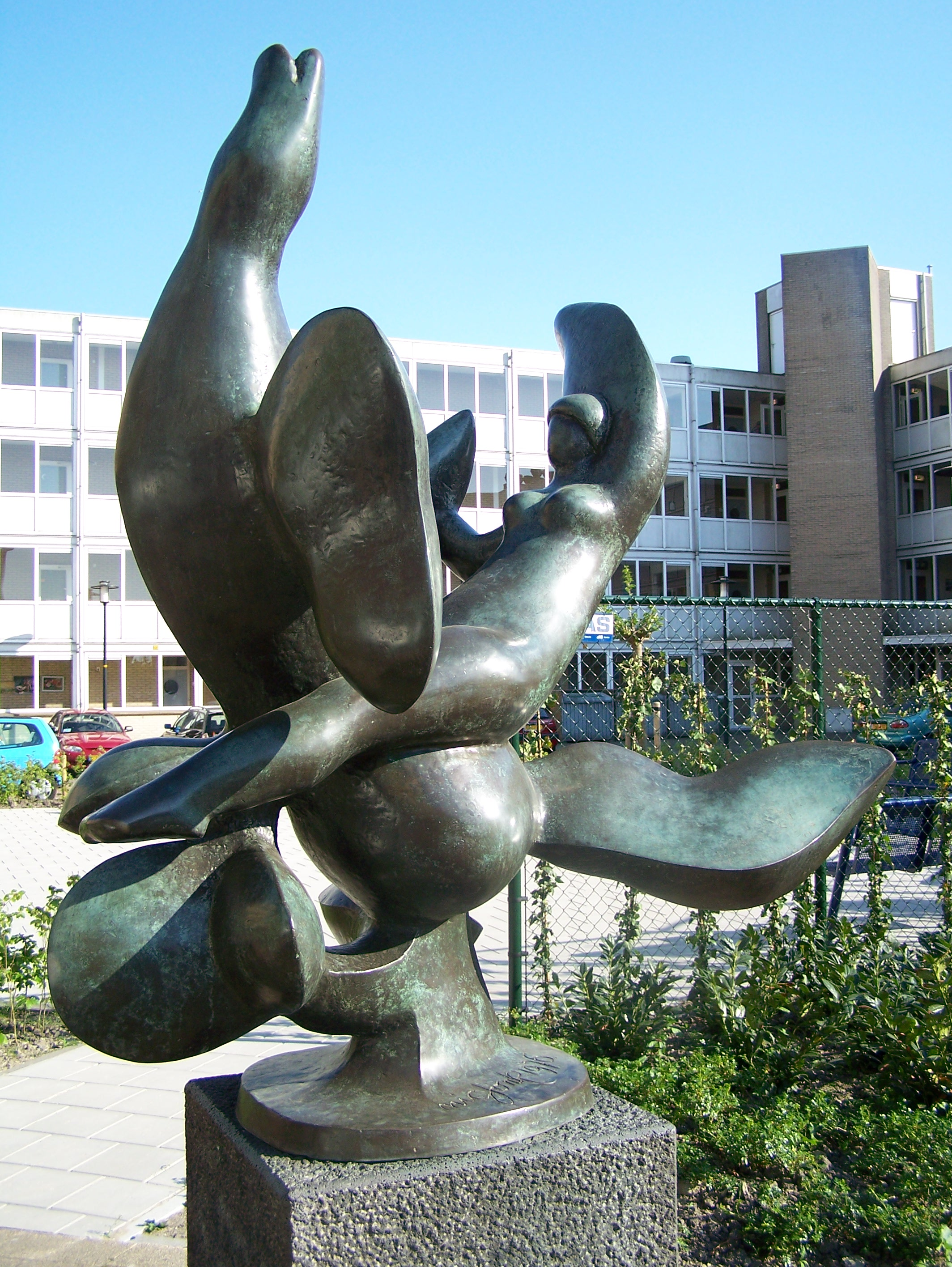
Aarde en Water (1980), Heerhugowaard
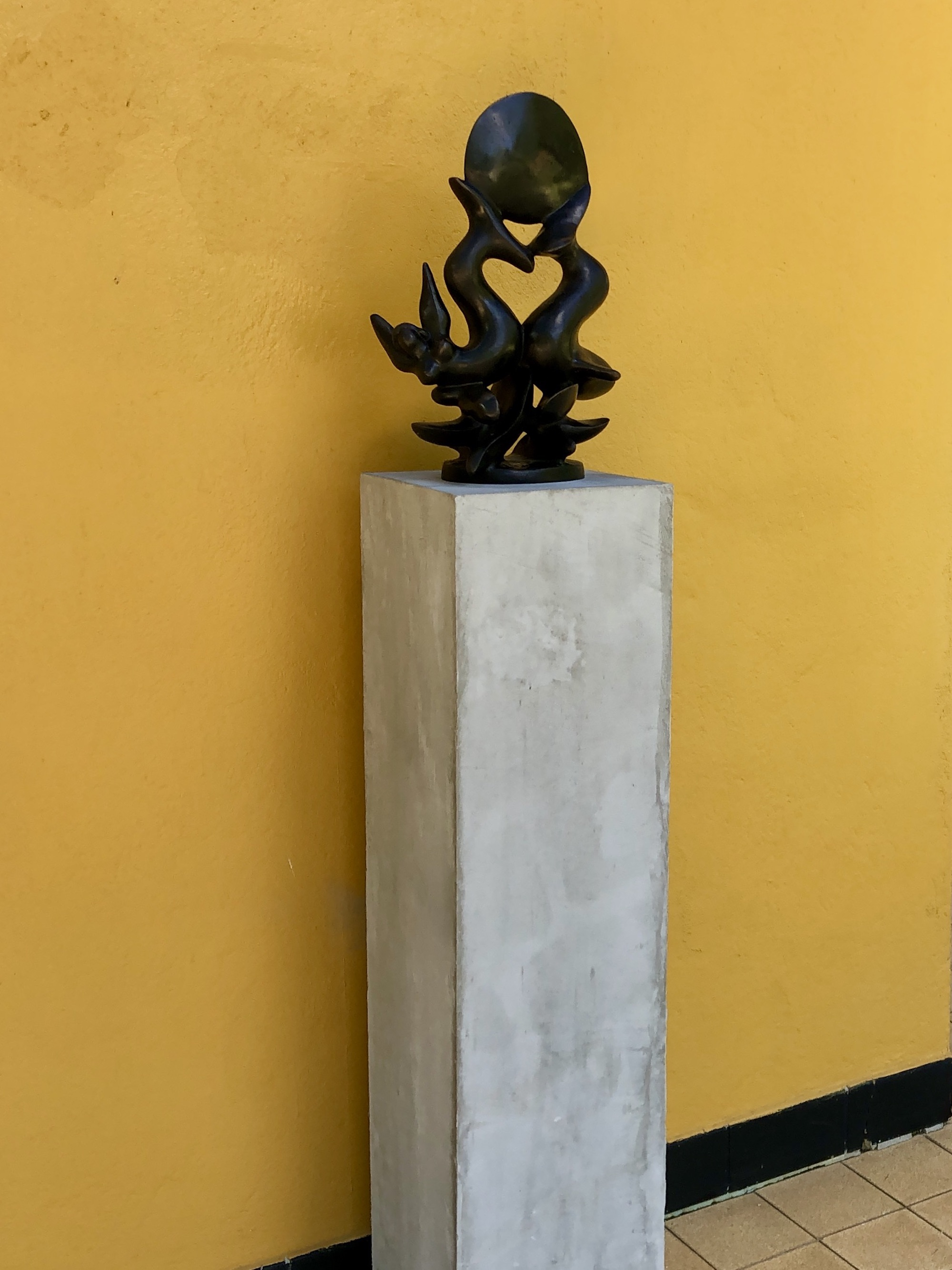
Pacific (1983), Beeldentuin Blue Bay, Curaçao
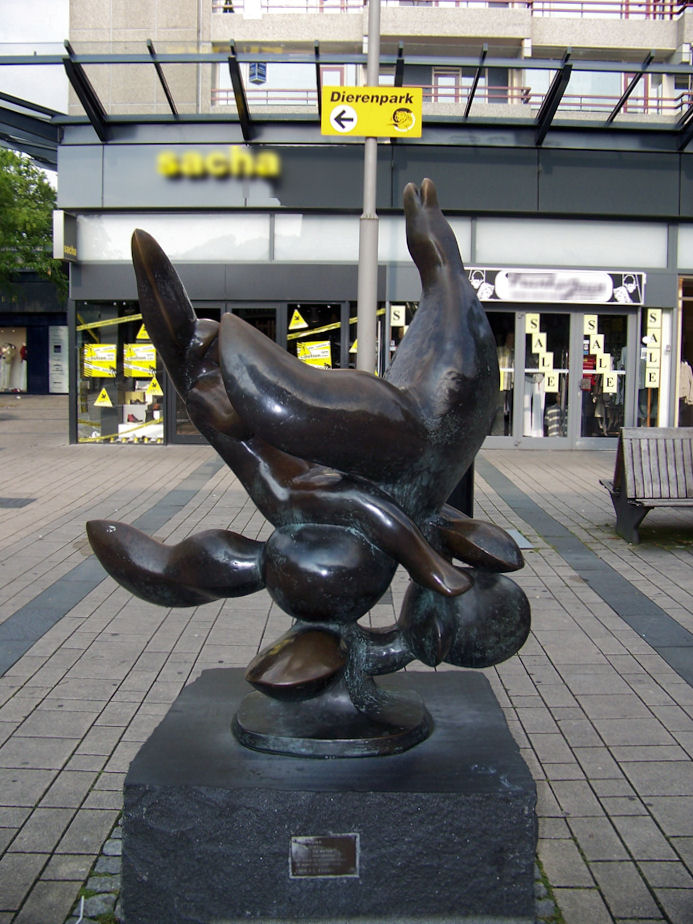
Aarde en Water (1988), Emmen
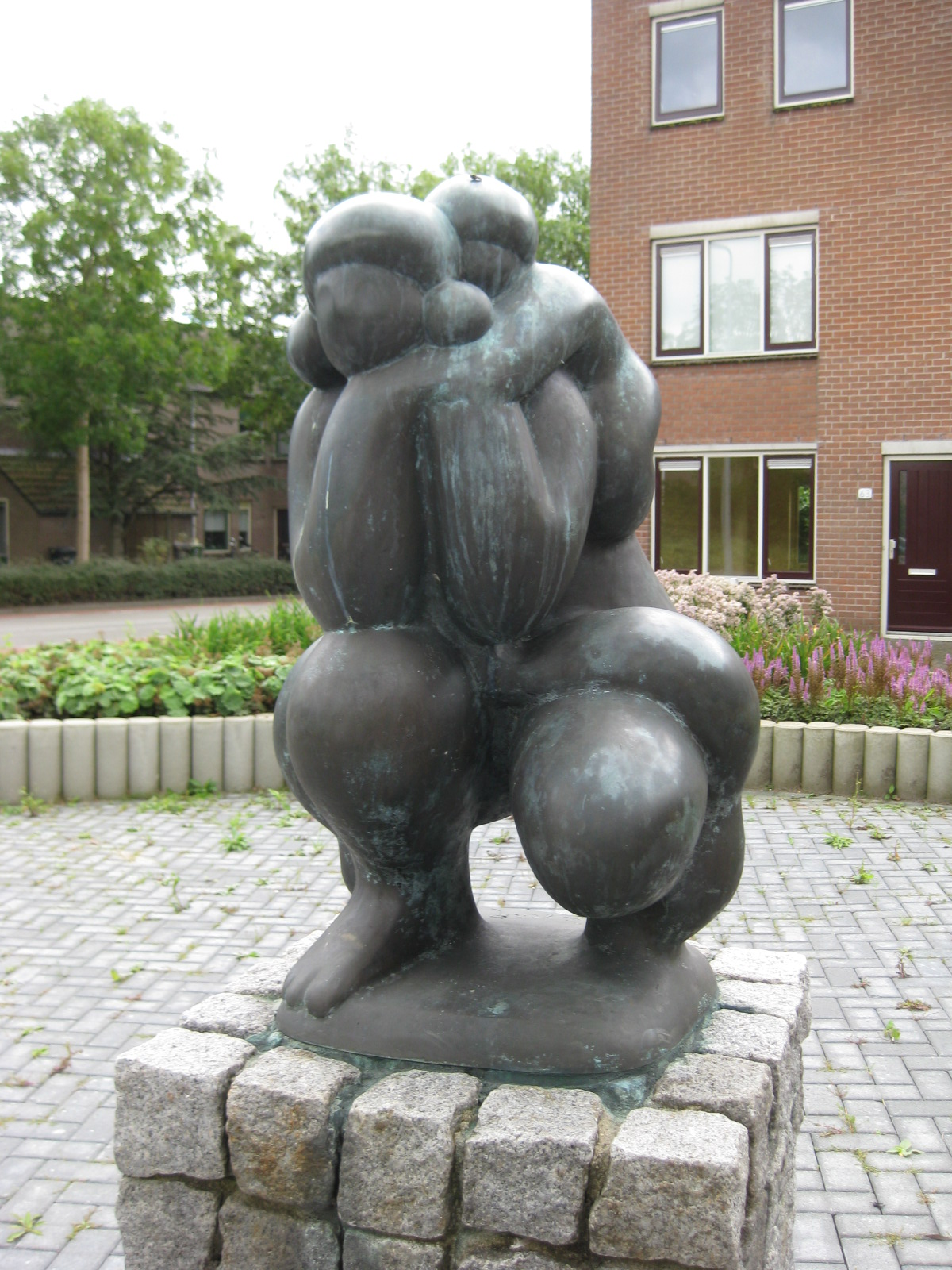
Moeder en Kind (2009), Hoorn

## Werken in de openbare ruimte
Op zo'n 200 plekken in de openbare ruimte van Nederland staat een beeld van Nic Jonk. Zijn werk is ook aanwezig op voor iedereen toegankelijke plaatsen in België, Duitsland, Italië, Curaçao en de Verenigde Staten.
- 's-Hertogenbosch
  - Water en zon (1977), verplaatst in 2011 naar het nieuwe Jeroen Bosch Ziekenhuis, Henri Dunantstraat
- Alkmaar
  - Man op paard (geplaatst in 1999), Wilhelminalaan voor de ingang van het MCA
- Amersfoort
  - Gehurkte vrouw (1961), Curaçaolaan
- Amstelveen
  - Moeder en kind, Keizer Karelweg
- Amsterdam
  - Het gezin, ter nagedachtenis van hen die in de jaren 1940-1945 aan De Arbeiderspers ontvielen (1955). In eerste instantie te vinden aan de Hekelveld 15, van 1970 tot 1991 aan het gebouw van Het Vrije Volk in Rotterdam. In 1983 heronthuld aan de Cruquiusweg.
  - Nereïde op Triton (1964), August Allebéplein
  - Jonas en de walvis (1968), Damrak, in 2016 verplaatst naar Nieuwe Houttuinen
  - Nereus op zeepaard (1969), Amsteldijk
  - De wachter (1973), Kelbergen (Amsterdam-Zuidoost)
  - Sirene (1976), Anne Frankstraat
  - Wonderbare visvangst (2000), Veluwelaan
  - Pacific (1995), Marie Heinekenplein, verhuisde naar het Amstelpark
- Arnhem
  - Nereïden (1968), Gildemeestersplein
- Bergen aan Zee
  - Jonas en de walvis (1977), rotonde Van der Wijckplein
- Bussum
  - Atlanta (1976), Kom van Biegel
- Den Helder
  - Aarde en Water (?), Van der Vaartplantsoen
- Driehuizen
  - Vrouwe Salto (1973-1983), Driehuizerweg/Driehuizen
- Emmeloord
  - Aarde en water (1981), Lange Nering
- Eindhoven
  - Nereïde op Triton (1962), in het Tu/e
  - Zwemster (1978, geplaatst in 1982), Stadswandelpark
- Emmen
  - Aarde en Water (1988), Mondriaanplein
- Heerhugowaard
  - Aarde en Water (1980), in eerste instantie op het Basserhof voor voormalig sociaal-cultureel centrum De Schakel, na diens verwoesting door brand is het beeld verplaatst naar het binnenplein van verzorgingshuis Raetstede aan de Dolomiet.
  - De wachter (1990), Westerweg/Pannekeetweg
- Heerlen
  - Jonas en de walvis (1976), Orpheusstraat
- Heiloo
  - Nereus op Zeepaard, Sluijsweydt
  - Hercules met Hydra, Het Zevenhuizen bij het sportpark Het Vennewater
- Hengelo
  - Sirenen (1970), vijver bij bejaardencentrum 't Swafert
- Hilversum
  - Sirene (1968), vijver bij Kapittelweg
- IJmuiden
  - Bokspringende kinderen/Haasje over (1962), Heerenduinweg; grasveld ter hoogte van de Zeeweg (vermist sinds augustus 2010[2])
- Katwijk
  - De Visvangst (1965), Voorstraat, bij het Katwijks Museum.
  - Aarde en Water I (1972), verplaatst naar onbekende bestemming.
  - Aarde en Water (1983), boulevard, onthuld door koningin Beatrix.
- Lelystad
  - Water en zon (1980), Fjord
- Maassluis
  - De visvangst (1965), op de hoek van de Haringkade en Marnixkade
- Mijdrecht
  - Levensvreugd (1983) In eerste instantie in de vijver bij het gemeentehuis ter herinnering aan het 900-jarig bestaan van Mijdrecht, sinds 1993 in het gemeentehuis zelf.
- Nijmegen
  - Bokspringende kinderen (1962), plantsoen Archimedesstraat/Van Peltlaan
  - Alma Mater (1970), Comeniuslaan
- Purmerend
  - Aarde en Water (1976), Waagplein
- *Water en Zon (1993), Vrijheidsplantsoen
- Roosendaal
  - Icarus (1967), plantsoen aan de Kalmoesberg
- San Gimignano, Italië
  - Sole e Acqua (1979), Parco Della Rocca
- Soest
  - Aarde en Water II (1979), plantsoen aan de Vinkenweg
- Uithoorn
  - Aarde en Water II (1968), plantsoen aan de Prinses Irenelaan
- Utrecht
  - Heracles met Hydra (1979), nabij Cortezlaan
  - Nereïde op Triton (1972), Ridderplantsoen
  - De Wachter (1976), Park De Gagel
  - Moeder en kind (1968), Daelwijck aan de Burgemeester Norbruislaan
- Venlo
  - Land, water en vuur (1972), Auxiliatrixpark